# Countdown to Extinction
Countdown to Extinction este cel de al cincilea album de debut al trupei americane de thrash metal, Megadeth, lansat pe data de 14 iulie, 1992, prin Capitol Records.